# Federica Di Criscio
Federica Di Criscio (Lanciano, Chieti, Italia, 12 de mayo de 1993) es una futbolista italiana. Juega como defensa y actualmente milita en el Pink Bari de la Serie B de Italia. Ha sido internacional con la selección de Italia.

## Trayectoria

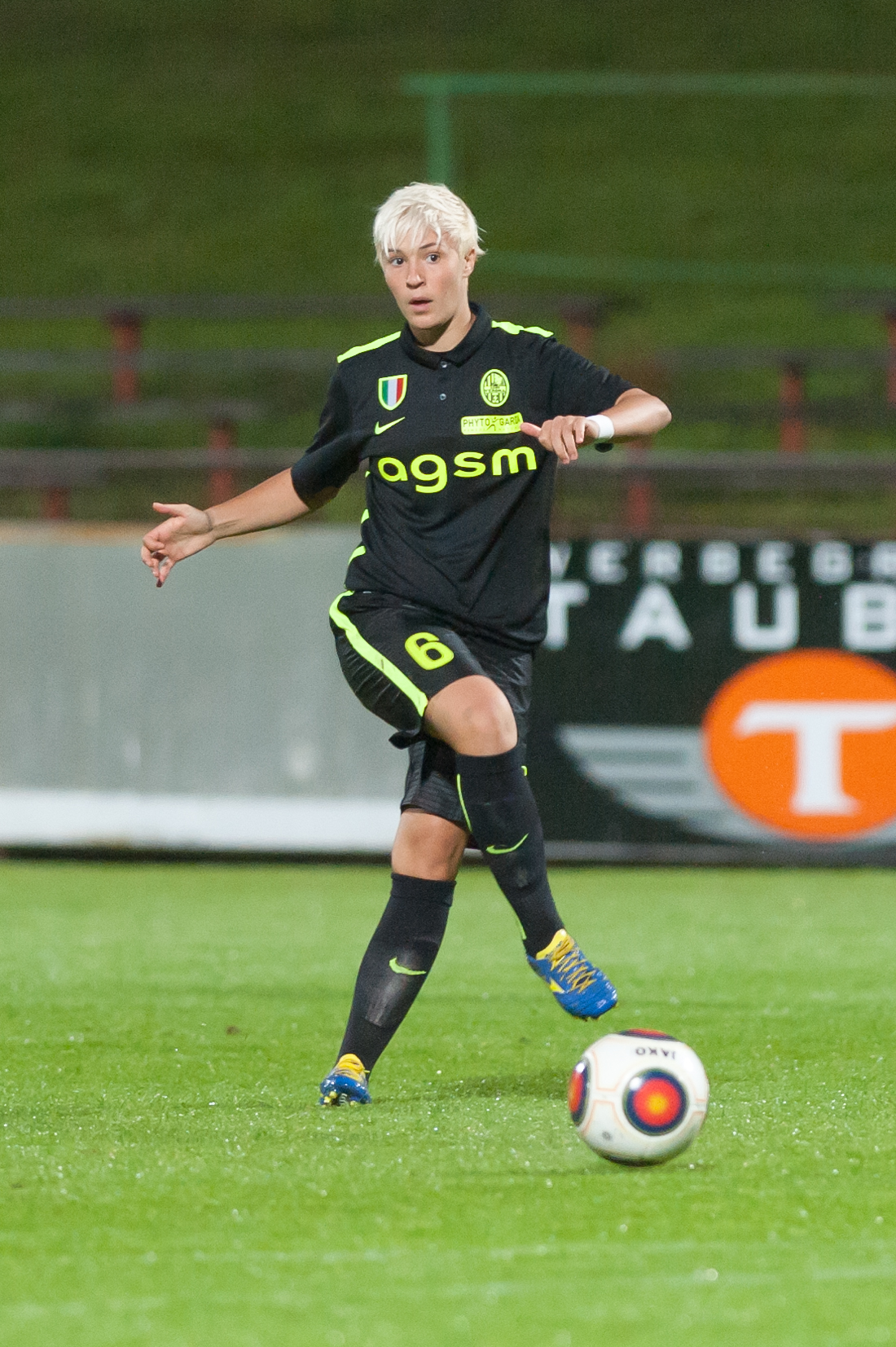
Di Criscio con el AGSM Verona en la Liga de Campeones Femenina de la UEFA 2015-16.

Se formó en el Spal Lanciano. En 2006 fue contratada por el Girls Roseto, donde permaneció durante dos temporadas. En 2008, a los 15 años, aceptó la oferta del Cervia, debutando en la segunda división italiana. En 2010 fichó por el Bardolino Verona, en cuyas filas debutó en la Serie A y la Liga de Campeones Femenina de la UEFA. En su quinta temporada con el equipo veronés (que, al fusionarse con el Atletito Grezzana C5, en 2013 se cambió de nombre a AGSM Verona), se consagró campeona de la liga italiana.
En el verano de 2017 se hizo oficial su transferencia al Brescia, con el que ganó una Supercopa italiana. Tras dos temporadads en la Roma, en julio de 2020 firmó por el Napoli. En enero de 2021 fichó por el Avaldsnes Idrettslag de la Toppserien noruega. En julio del mismo año volvió a su país siendo contratada por el Pink Bari, recién descendido a la Serie B (segunda división italiana).

## Selección nacional
Disputó varios partidos en las categorías inferiores de la selección italiana (Sub-17, Sub-19 y Sub-20), participando en el Mundial Sub-20 de 2012.
Ha sido internacional con la Selección femenina de fútbol de Italia en 25 ocasiones, siendo convocada por primera vez por el seleccionador Antonio Cabrini en julio de 2013 para que disputara la Eurocopa Femenina 2013. Con la camiseta azzurra también participó en la Eurocopa Femenina 2017.

### Participaciones en Eurocopas
| Eurocopa               | Sede         | Resultado        |
| ---------------------- | ------------ | ---------------- |
| Eurocopa Femenina 2013 | Suecia       | Cuartos de final |
| Eurocopa Femenina 2017 | Países Bajos | Fase de grupos   |

## Clubes
| Club                         | País    | Año         |
| ---------------------------- | ------- | ----------- |
| Girls Roseto                 | Italia  | 2006 - 2008 |
| Cervia C.F.                  | Italia  | 2008 - 2010 |
| Bardolino Verona/AGSM Verona | Italia  | 2010 - 2017 |
| Brescia Femminile            | Italia  | 2017 - 2018 |
| A.S. Roma                    | Italia  | 2018 - 2020 |
| Napoli Femminile             | Italia  | 2020 - 2021 |
| Avaldsnes Idrettslag         | Noruega | 2021        |
| Pink Bari                    | Italia  | 2021 - Act. |

## Palmarés

### Campeonatos nacionales
| Título             | Club              | País   | Año         |
| ------------------ | ----------------- | ------ | ----------- |
| Serie A            | AGSM Verona       | Italia | 2014 - 2015 |
| Supercopa italiana | Brescia Femminile | Italia | 2017        |